# Бірко Андрій
Андрій Бірко (Детройт) — майстер бандури та гітар. Концертмайстер Української Капели Бандуристів ім. Т. Г. Шевченка.

## Біографія
Андрій Бірко понад 34 роки грає на бандурі, з них 30 років – учасник Українській капелі бандуристів Північної Америки ім. Тараса Шевченка (УКБ). Має освіту інженера в галузі електромеханіки.
Досвід гри на бандурі
Андрій Бірко народився в м. Детройт, США, в родині іммігрантів з Києва, України. Рідний дідусь, Михайло Шрубович, грав на бандур і в УКБ з 1940-х роках в Німеччині. Батько, Арнольд Бірко, також грав в цій капелі понад 40 років, а в певний час був головою адміністрації капели.
У віці 12-ти років він почав вивчати гру на бандурі виробництво Чернігівської музичної фабрики і був учасником «Бандурних Таборів» у Лондоні (Онтаріо, Канада). В 14 років, він побачив у Детройті високоякісну «харківську» бандуру конструкції братів Гончаренків роботи Юрія Приймака, і її придбав. В 16 років він приєднався як інструменталіст до УКБ, де згодом став концертмайстром.
Діти Андрія, Зиновій та Максим, 12-ти та 10-ти років відповідно, вправно грають на бандурі.
Досвід роботи інженером-електромеханіком
З дитинства андрій цікавився проектуванням та виготовленням різноманітних моделей, приладів, електронних приладів тощо. Він вситупив в Університеті Мичігану [University of Michigan], м. Детройт, США, який закінчив як інженер електромеханіки. Другу спеціальність з музики також завершив в університеті. 
До того як розпочати свій власний бізнес, компанію Бірконіум [Birkonium], Андрій більше 20 років працював в таких всесвітньовідомих компаніях як Крайслер, Даймлер Крайслер, БрейнЛАБ [BrainLAB] та Медтроник [Medtronic], де зробив успішну кар’єру. Бірконіум спеціалізується на використанні обладнання з числовим програмним управлінням типу CNC для виробництва дерв'янних частин для гітари. Андрій розробнив нові технології для гітарного виробництва.
Виготовлення бандур
ЦВ 1997 р. Андрій виготовив свою першу бандуру. З кождним інструментом  прокидався талант вправного майстра високоякісних бандур. На сьогодні, Андрій виготовив вже 6 немеханічних (неконцертових) бандур, з яких 5 - харківського стилю, а 1 – київського. Зараз він працює над дитячою бандурою харківського типу.
Андрій виготовляє свої бандури, використовуючи створені ним сучасні технології гітарного виробництва, додаючи власні інженерні знання та досвід.  
Андрій працює над розробкою нового унікального механізму для «харківських» бандур та планує виготовити цілу серію таких бандур у співпраці з УКБ. Він використовує сучасні інженерні технології, зокрема систему комп’ютерного проектування (CAD) та комп’ютеризоване виробництво (CAM).